# Bovée-sur-Barboure
Bovée-sur-Barboure település Franciaországban, Meuse megyében. Lakosainak száma 130 fő (2022. január 1.). Bovée-sur-Barboure Broussey-en-Blois, Mauvages, Méligny-le-Grand, Méligny-le-Petit, Naives-en-Blois, Reffroy és Demange-Baudignécourt községekkel határos.

## Népesség
A település népességének változása:
| Lakosok száma | 164  | 110  | 107  | 130  | 153  | 159  | 142  | 131  | 129  | 130  |
|               | 1968 | 1982 | 1990 | 2006 | 2013 | 2015 | 2017 | 2019 | 2020 | 2022 |